# Bière
Bière – miejscowość i gmina (commune) w zachodniej Szwajcarii, w kantonie Vaud, w okręgu (district) Morges. W gminie znajduje się znany w całej Szwajcarii plac broni artylerii i piechoty.

## Demografia
W Bière mieszkają 1674 osoby. W 2021 roku 31,7% populacji gminy stanowiły osoby urodzone poza Szwajcarią.

## Transport
Przez teren gminy przebiega droga główna nr 128.

## Galeria

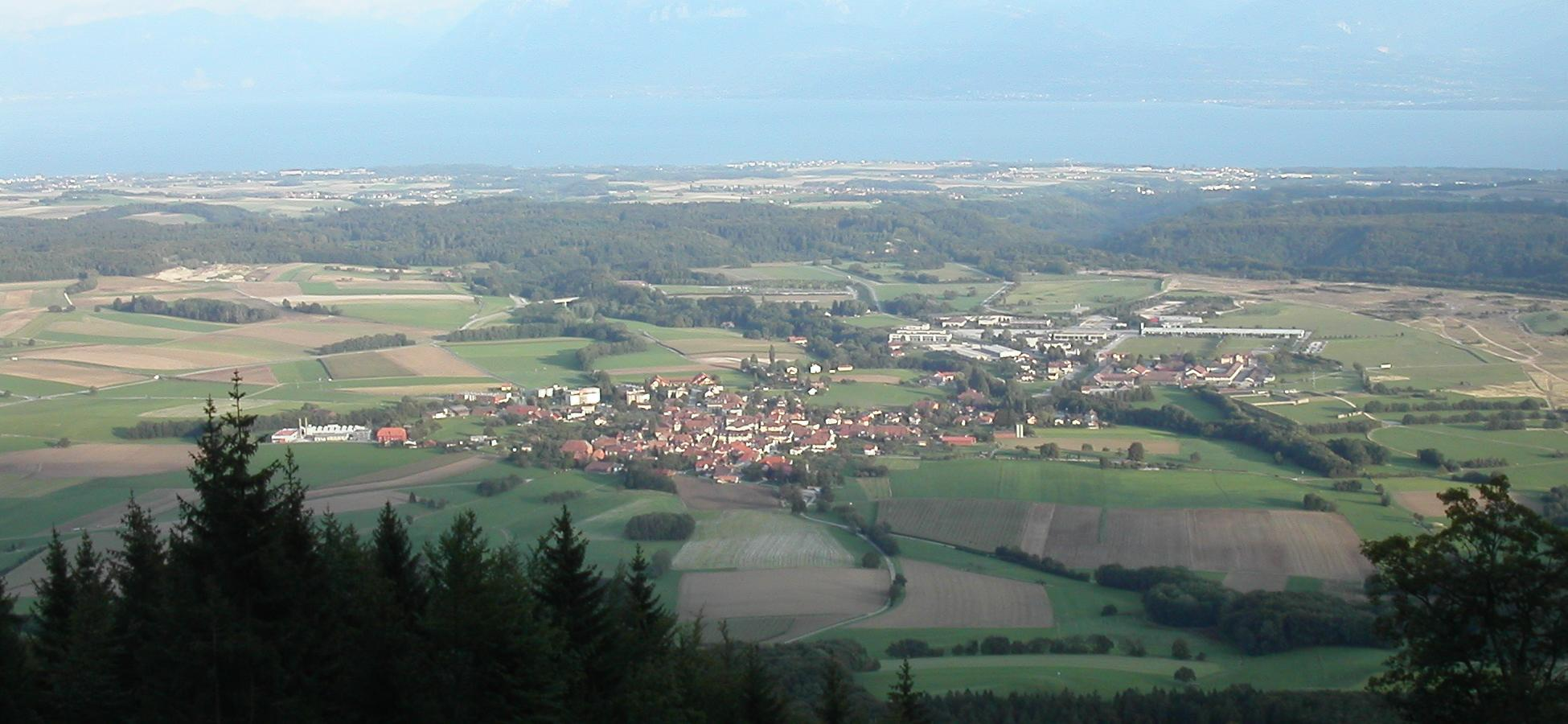
Bière
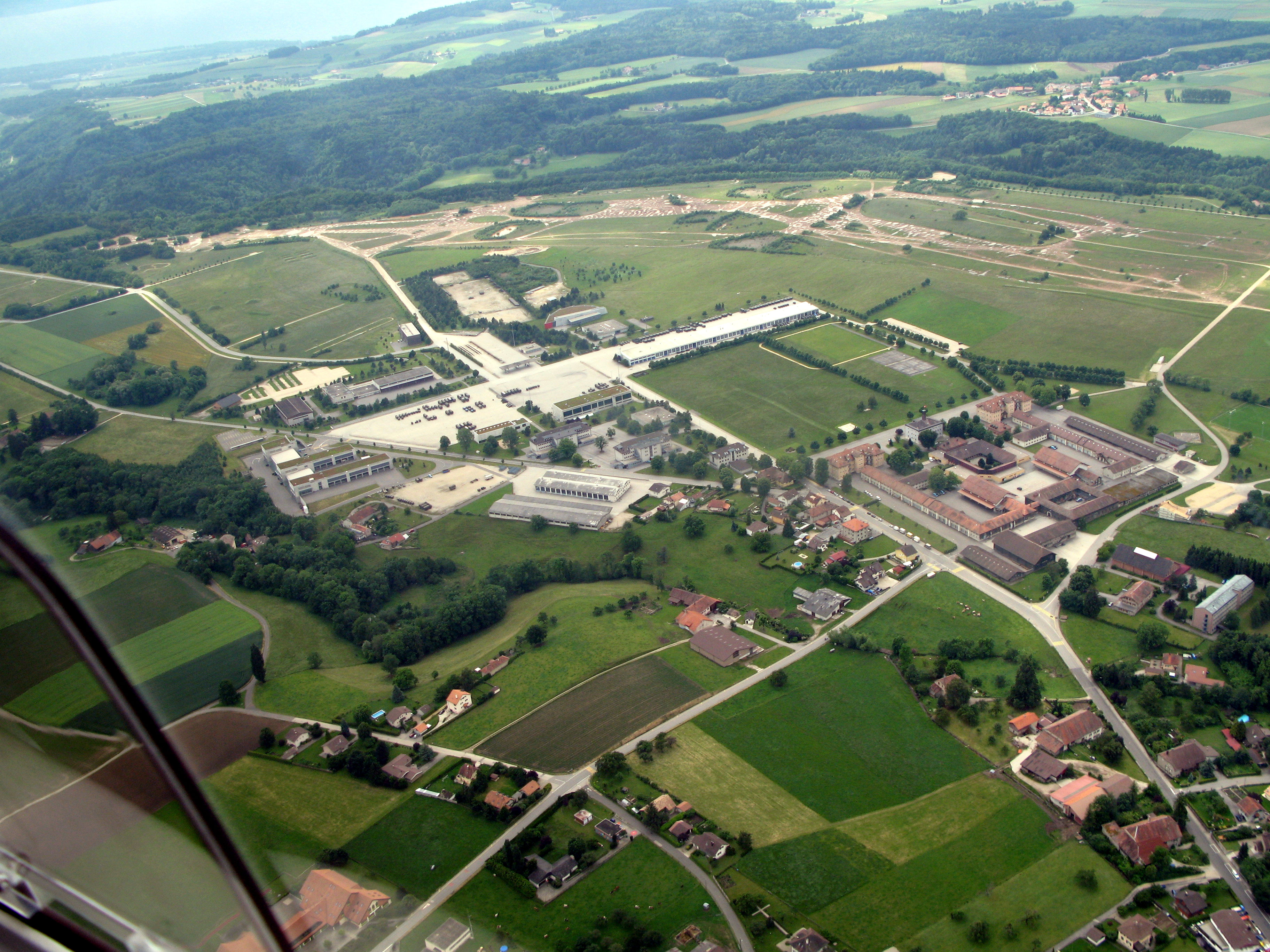
Zabudowania wojskowe (artyleria)